# Gibrell
El gibrell, ribell, llibrell o llibrella és un atuell tradicional de terrissa vidriada, de metall, metall esmaltat o plàstica, amb forma troncocònica molt utilitzat amb fins culinaris, decoratius o d'higiene personal i domèstica com la rentada de peus o de roba. Per extensió és sinònim de conca al sentit orogràfic.
Es tracta d'un recipient amb forma troncocònica amb una relació entre diàmetre major del doble de l'altura i que sol tenir recoberta seva zona interior amb una superfície vidrada, metal·litzada o platejada. De grandària superior als trenta centímetres, tradicionalment es feia de fang i s'utilitza per a rentar peus o roba, en aquest cas es pot considerar sinònim de rentamans, però en algunes zones pot tenir altres usos com recipient d'ús culinari per transportar o mantenir conservats aliments. En molts casos es decora amb dibuixos i motius diversos, que li confereixen un valor decoratiu afegit.
L'ús d'un estris semblant al gibrell ja era habitual en les cultures jueva i egípcia, apareix en l'apartat 12-22 del llibre de l'Èxode, que es refereix a la plaga que mata tots els primogènits egipcis: «Preneu un grapat d'hisop, mulleu-lo en la sang (del bè) que serà en un gibrell, i unteu la llinda i els dos pals amb aquesta sang. Que cap de vosaltres surti de les portes de casa seva fins al matí.» Hi ha testimonis que els asteques també l'empraven: «primer hi tiraven en un gibrell una part (pulcra), i posaven un gibrell prop del foc: d'allà en prenien un got ...» Durant el segle xvi era una de les peces ceràmiques artesanals més decorades.
L'etimologia de la paraula és incerta. Tot com la ribella, és una dissimilació del català antic «llibrell», que podria derivar del llatí labrellum, diminutiu de labrum, pica, banyera, potser passant per un mot mossàrab librel.